# Тимоново (Климовичский район)
Тимоново (бел. Ці́манава) — агрогородок в Климовичском районе Могилёвской области Белоруссии. Административный центр Тимоновского сельсовета. Пригород Климович.

## География
Расположен в 6 км в направлении на юго-запад от Климович, в 130 км от Могилёва.

### Гидрография
Река Перевалочная (левый приток реки Лобжанка). Озеро.

## История
В 1909 году в Тимоновской волости Климовичского уезда Могилёвской губернии.
Совхоз «Тимоново» образован 9 апреля 1918 года в бывшем имении помещика Каминского. Хозяйство имело мясомолочное направление, в имении функционировали масло-сыроваренный и винокурный завод, в центре имения находилось озеро.
В 2009 году деревня Тимоново преобразована в агрогородок.

## Население

### Численность
- 2009 год — 1 764 жителей

### Динамика
- 2003 год — 1 794 жителей, 701 дворов[3]
- 2009 год — 1 764 жителей (перепись населения)[4]

## Инфраструктура
Средняя школа, ГУО «Ясли сад «Журавушка», сельский Дом культуры, фельдшерско-акушерский пункт, отделение почтовой связи, баня, торговые объекты, кафе, комплексно-приёмный пункт, УЗ «Климовичский районный центр гигиены и эпидемиологии», центральная котельная (в введении УКП «Коммунальник»).

## Экономика
- РУСП «Племзавод «Тимоново» — крупнейшее в районе сельскохозяйственное предприятие. Хозяйство специализируется на молочно-мясном скотоводстве, племенном свиноводстве, выращивании зерновых культур и картофеля.

## Культура
- Дом культуры
- Краеведческая экспозиция УК «Климовичский районный краеведческий музей»

## Достопримечательность
- Памятник землякам, погибшим в Великой Отечественной войны.

## Известные лица
- Кухарев, Владимир Евгеньевич (род. 1972) — белорусский государственный деятель